# Chisos-hegység
A Chisos-hegység, vagy Chisos egy hegység az Amerikai Egyesült Államokban, Texasban, a Trans-Pecos régióban. Legmagasabb csúcsa a 2385 méter magas Emory-csúcs.
A hegyvidék teljes egészében a Big Bend Nemzeti Park határain belül helyezkedik el, így az Egyesült Államok egyetlen hegyvonulata, amely teljes egészében a nemzeti park részét képezi. Az Egyesült Államok szárazföldjének legdélebbi hegysége. 

## Nevének eredete
A név eredetére többféle magyarázat is fennmaradt. Az egyik változat szerint neve a hechizosból ered, ami egy spanyol szó és „elvarázsolást” jelent. Egy másik magyarázat szerint a szó kiszoszból származik, amely egy indián szó, és „szellemet” jelent. 

## Leírása

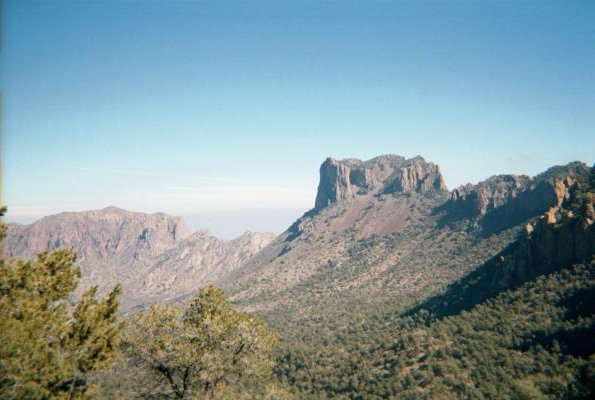
A Casa Grande (2165 m) kiemelkedő csúcsa

A Chisos-hegység a Big Bend Nemzeti Parkban található. Hegyvonulatai a délnyugati Punta de la Sierrától az északkeleti Panther Junctionig  helyezkednek el. 
A hegyvidéki terület részben erdős (Az 1930-as évekig, mielőtt a terület bekerült volna a Nemzeti Park rendszerébe a fakitermelés és a legeltetés mindennapos tevékenység volt itt). A hegységet a Chihuahua-sivatag veszi körül. Közeli városai közé tartozik Study Butte, Terlingua, Fort Stockton, 135 mérföldre északra, Alpine, 169 km északnyugatra, és Presidio, nyugatra kb. Két mexikói város (Boquilla és Santa Elena) határolja a parkot; a határokon átnyúló részét 2011-ben nyitották meg újra. 

## Madár- és állatvilága
A Chisos-hegységben összesen 81 ismert madárfaj található, amelyek hat különböző növénytársuláson belül élnek.

## Növényvilága

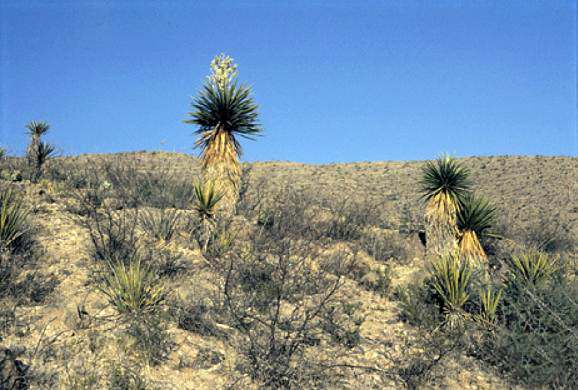
Yucca torreyi

Nagy számban fordulnak elő többek között a kaktuszfélék közül a medvetalpkaktusz (Opuntia engelmannii), a (Salvia regla), az üstökliliomnak is nevezett texasi üstökvirág (Dasylirion texensis), a különös, fölfelé kunkorodó, élesen fűrészes levelű agávék (Agave lechuguilla), a 4 méteres magasságba nyúló, virágzó Havard-agávé (Agave havardiana), a Faxon-jukka (Yucca faxoniana), vagy a (Yucca torreyi).

## Képek

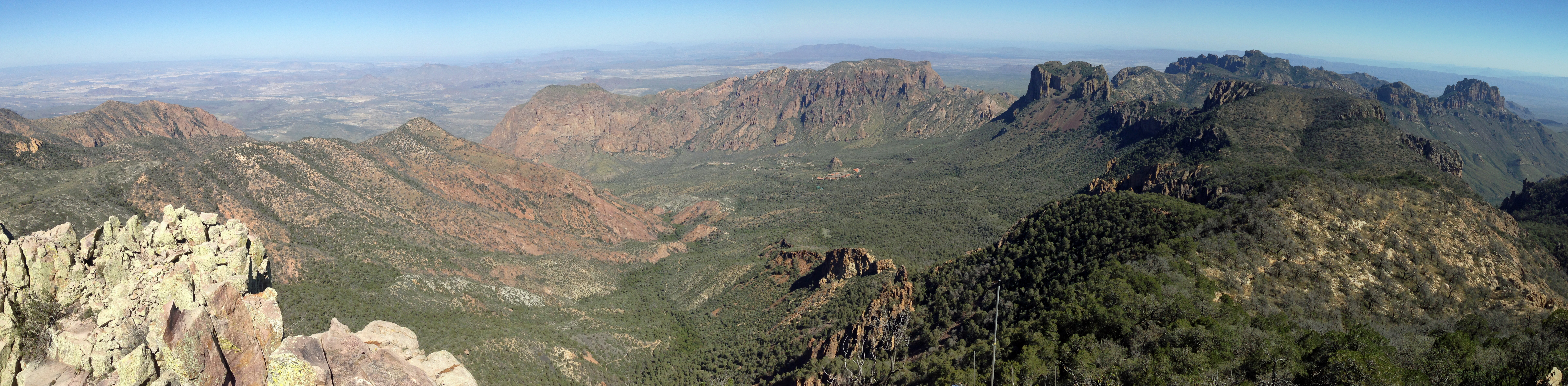
A Chisos-medence látképe az Emory-csúcsról. Kelet felé (jobbra) a Casa Grande (2165 m) és a Toll-hegy (2255 m)

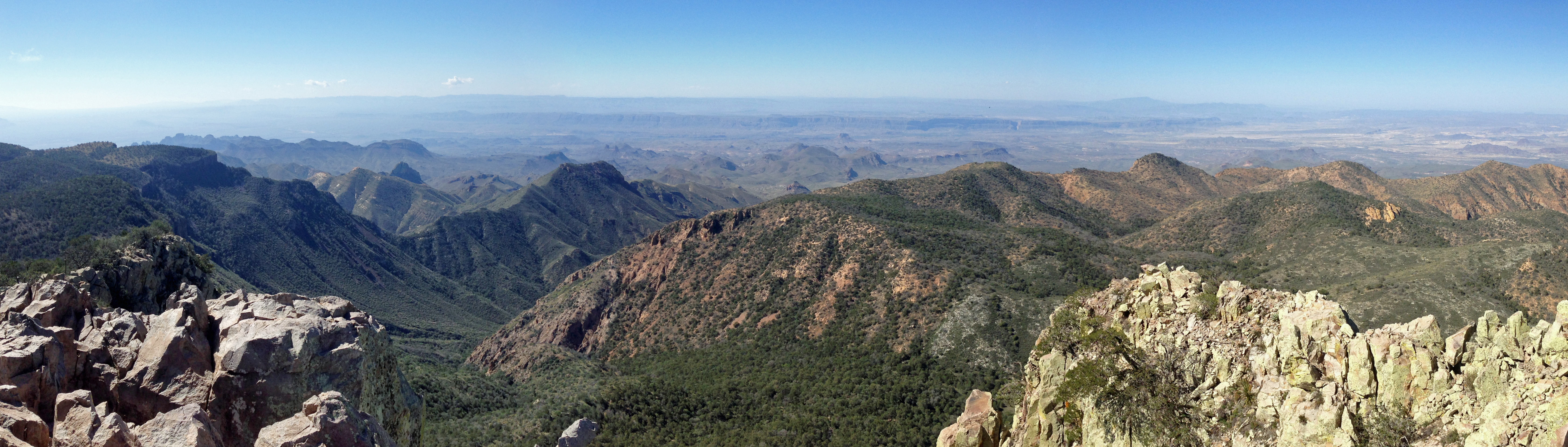
Látvány az Emory-csúcsról nyugat-délnyugat felé

Az Emory-csúcs